# Falsostesilea puncticollis
Falsostesilea puncticollis är en skalbaggsart som beskrevs av Stefan von Breuning 1940. Falsostesilea puncticollis ingår i släktet Falsostesilea och familjen långhorningar. Inga underarter finns listade i Catalogue of Life.